# Vârful Barbului, Masivul Iezer-Păpușa

Vârful Barbului este un vârf montan situat în Masivul Iezer-Păpușa, care are altitudinea de 2.297 metri.